# マービン・レオナード・ゴールドバーガー
マービン・レオナード・"マーフ"・ゴールドバーガー（Marvin Leonard "Murph" Goldberger、1922年10月22日 - 2014年11月26日）は理論物理学者。元カリフォルニア工科大学学長。

## 経歴
イリノイ州シカゴ生まれ。カーネギー工科大学（現在のカーネギーメロン大学）で学士を取得し、1948年もしくは1949年にシカゴ大学で物理学でPh.D.を取得した。論文Interaction of High-Energy Neutrons with Heavy Nucleiの指導教官はエンリコ・フェルミであった。
1957年から1977年までプリンストン大学の物理学教授となった。1961年にハイネマン賞数理物理学部門を受賞し、1963年に米国科学アカデミーに選出された。1978年から1987年までカリフォルニア工科大学カルテックの学長を務めた。1987年から1991年まで高等研究所の所長を務めた。1991年から1993年まではカリフォルニア大学ロサンゼルス校の物理学教授を務めた。1993年から亡くなる2014年11月まで、カリフォルニア大学サンディエゴ校で初めは物理学教授として働き、その後は名誉教授となった。1994年から1999年までは同校の自然科学部長を務めた。
1954年にマレー・ゲルマンと彼は交差対称性を導入した。1958年、Sam Bard TreimanとともにGoldberger–Treimanの関係といわれる関係を発表した。
1958年のProject 137に参加し、JASONの一員であった。核兵器の制御活動に携わっていた。多くの大企業のアドバイザーでもあった。例えばゼネラルモーターズの取締役会に12年間在籍していた。
カリフォルニア州のラホヤで亡くなった。

## 著書目録
- Marvin L. Goldberger (1961). Introduction to the theory and applications of dispersion relations. Hermann
- Marvin L. Goldberger & Kenneth M. Watson (2004). Collision Theory. Dover. ISBN 0-486-43507-5 (corrected version of book originally published in 1964)
- Francesco Calogero, Marvin L. Goldberger, and Sergei P. Kapitza (editor) (1991). Verification: Monitoring Disarmament. Westview Press. ISBN 0-8133-0965-4